# Senior (Studentenverbindung)

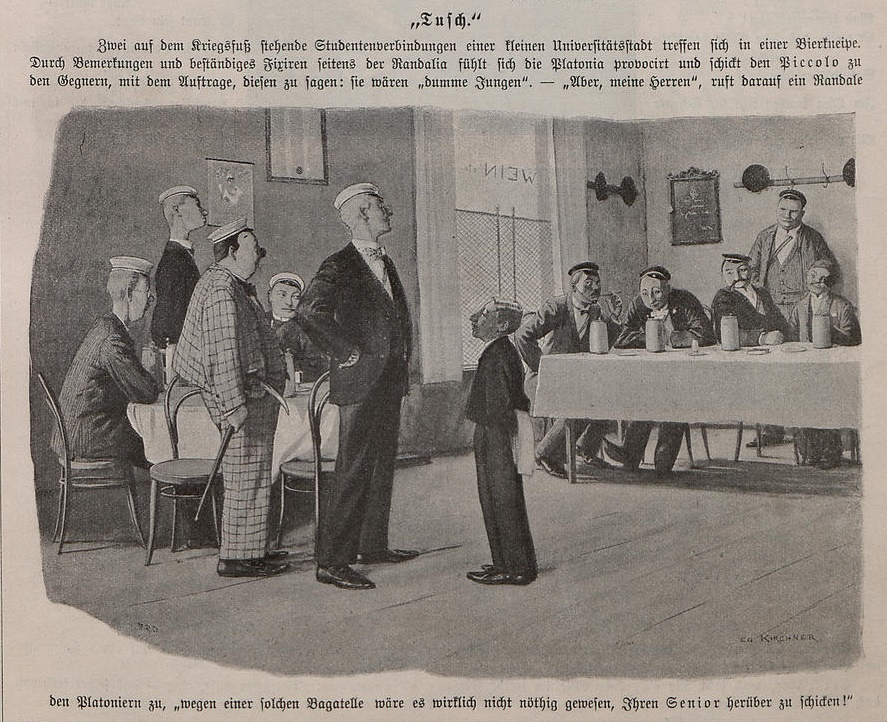
Karikatur zum Thema Studentenverbindungen, 1894

Mit Senior (lat. der Ältere) bezeichnen verschiedene Arten von Studentenverbindungen den ersten Vorsitzenden der aktiven (studentischen) Mitglieder. 

## Andere Bezeichnungen
Andere Bezeichnungen sind Erstchargierter bei den Landsmannschaften und Turnerschaften oder Sprecher bei den Burschenschaften.
Bei den Damenverbindungen und gemischten Verbindungen ist für die weiblichen Mitglieder neben der Bezeichnung Senior auch die Bezeichnung Seniora üblich geworden.

## Begriffsgeschichte
Der Begriff Senior ist sehr alt und schon 1623 in Rostock für den Erstchargierten der Landsmannschaften alten Typs belegt. Die Corps, die sich zu Beginn des 19. Jahrhunderts formierten, übernahmen die alte Bezeichnung. Von der Bezeichnung „Senior“ abgeleitet sind die Bezeichnungen Consenior für den Zweitchargierten und (heute weitgehend ungebräuchlich) Subsenior für den Drittchargierten.

## Aufgaben

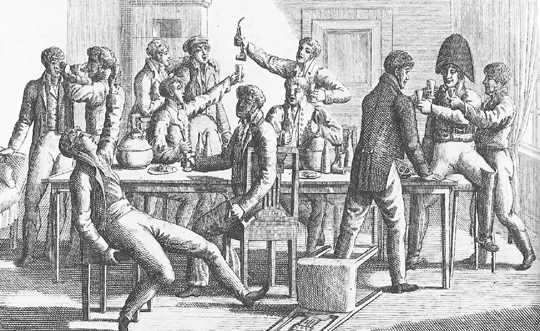
Göttinger Kneiperei um 1816

Der Senior ist der wichtigste Repräsentant einer Verbindung und leitet die meisten Veranstaltungen wie Kneipen, Kommerse, und Convente. Die Mensurangelegenheiten und Damenveranstaltungen obliegen in der Regel dem Consenior. Bei den Corps vertritt der Senior seinen CC auch auf dem Senioren-Convent (SC), dem örtlichen Gremium aller Corps an einer Hochschule.
Der Senior unterliegt dem Imperativen Mandat. Er kann jederzeit abberufen werden, wenn er seine Pflicht nicht erfüllt.

## Erkennungszeichen
Der Senior führt als Chargenzeichen ein kleines Kreuz (×) hinter seinem Namen und dem Zirkel. Bei Erfüllung der notwendigen Voraussetzungen kann er dieses Zeichen nach seiner Amtszeit (ein Semester) zeitlebens in Klammern führen. Bei den Corps ist es an einigen Universitätsorten (vor allem in Dresden, Clausthal, Hannover, Braunschweig, Göttingen, Jena, Leipzig, München und Erlangen) üblich, dass der „Senior“ drei Kreuze (×××) als Chargenzeichen führt und der Drittchargierte ein Kreuz (×). Baltische Corporationen bezeichnen die Chargierten traditionell „II.Ch!“, „III.Ch!“ und schreiben den Titel Senior als Namenszusatz aus.